# مدينة التراب
مدينة التراب هي مجموعة قصصية صدرت سنة 1988عن دار الكلام للنشر والتوزيع باللغة العربية للكاتب والصحفي المغربي إدريس الخوري، أحد أبرز أعلام القصة القصيرة في المغرب خلال العقود الأخيرة من القرن العشرين. تتضمن هذه المجموعة عدداً من النصوص السردية التي ترصد تفاصيل الحياة اليومية في مدينة الدار البيضاء، من خلال لغة بسيطة، وأسلوب يجمع بين الحسّ النقدي والسخرية المُرّة، مع انحياز واضح للطبقات الشعبية والمهمّشين.

## دلالة العنوان
يحمل العنوان "مدينة التراب" دلالات رمزية قوية؛ فهو يشير إلى فضاء هشّ، هشاشة المعمار كما الإنسان، ويعكس واقع مدينة قائمة على المعاناة والكدح، مكسوّة بالغبار اليومي، لا تغري بالبريق ولا تخدع بزيف الزينة. فـ"التراب" في هذا السياق يتجاوز مادّيته ليحمل أبعادًا وجودية: الضعف، الموت، الانتماء، والفناء. وهي كلها ثيمات تظهر ضمنيًا في الحكايات التي تضمّها المجموعة، خاصة في رصدها لتحولات المجتمع المغربي خلال سنوات الثمانينات، ووقعها على الإنسان البسيط.

## نبذة
تضمّ نصوصًا قصيرة ترصد **اليومي والهامشي** في الحياة المغربية عقب الاستقلال، حيث تختلط السخرية بالحزن ويتجاور الحنين بالقسوة. وتطرح القصص أسئلة حول **الهوية، الفقر، الاغتراب داخل الوطن، وتحوّلات المجتمع** في زمن التحديث المتسارع. بحيث عنوان «مدينة التراب» يُعدّ رمزًا لـ«مدينة كبرى» خانقة تتسلّل قسوتها إلى أرواح ساكنيها. تعكس قصص "مدينة التراب" واقعًا حضريًا مغربيًا صاخبًا ومتشظيًا، حيث تتشابك يوميات الناس البسطاء مع صراعاتهم الوجودية. يتميز أسلوب إدريس الخوري برصد دقيق لتفاصيل الحياة اليومية، مما يمنح المجموعة بعدًا توثيقيًا للحياة في الدار البيضاء خلال ثمانينيات القرن العشرين.

## الشخصيّات الرئيسة
تدور أغلب القصص حول شخصيات من الطبقات الهامشية: البائع، النادل، السائق، الموظف الصغير… وهي شخصيات مثقلة بالهمّ، تبحث عن المعنى في متاهة يومية. يقترب إدريس الخوري من هؤلاء الناس في تفاصيلهم النفسية والوجدانية، فيُحيل القارئ إلى معاناة جماعية وإنسانية.
| الفئة                | الملامح                                                                              | الدور السردي                                                       |
| -------------------- | ------------------------------------------------------------------------------------ | ------------------------------------------------------------------ |
| الراوي/المثقف المهمَّش | شاب أو رجل في منتصف العمر يحمل خيبة جيلٍ ضائع ويعلّق على الأحداث بنبرة ساخرة وحسّ تأمّلي | يمثّل صوت إدريس الخوري أو مرآته النقديّة                             |
| شخصيات شعبية         | باعة متجوّلون، عمّال مقاهٍ، متشرّدون، عاطلون، رجال ندمى                                  | تكشف هشاشة المجتمع وتحوّل الإنسان العادي إلى بطل يوميّ               |
| المرأة               | أمّهات منهكات، عاشقات في حالة انتظار، أو رمز لحبّ ضائع                                 | تجسّد الحرمان والأمل المستحيل معًا، وتمنح القصص بُعدًا عاطفيًّا وإنسانيًّا |

## الأماكن الدالّة
يشكّل المكان، وخاصة الدار البيضاء، خلفية ثابتة ومتحوّلة في آنٍ واحد في هذه القصص. فهو ليس فقط مسرحًا للأحداث، بل شريكٌ في صناعة التوتر النفسي والاجتماعي لشخصيات القصص. الأحياء الشعبية، المقاهي، الأسواق، والأزقة الضيقة تتحول إلى رموز لواقع المدينة المأزوم.
| المكان                                        | رمزيته في النصوص                                                      |
| --------------------------------------------- | --------------------------------------------------------------------- |
| الدار البيضاء                                 | المدينة المتحوِّلة التي تُغرب الإنسان روحيًّا؛ مدلول «مدينة التراب» الأكبر |
| الأحياء الشعبية (درب السلطان/المدينة القديمة) | فضاءات للحنين والتراث مقابل الفقر والتهميش الحاضر                     |
| المقاهي الرخيصة والحانات الصغيرة              | ملاذ للحالمين والهاربين من الوحدة؛ مسرح للثرثرة وكشف الأقنعة          |
| محطّات القطارات والأرصفة                       | ترمز إلى الانتظار والتيه الدائم، وتؤكّد اغتراب الشخصيات مكانيًّا ونفسيًّا  |

## بُعد النقد السياسي والسلطة
بأسلوب غير مباشر، تسائل بعض النصوص علاقة الفرد بالمؤسسات، والسلطة، والبيروقراطية، وتنتقد القهر السياسي والاجتماعي. دون الدخول في خطاب مباشر، يوظّف الخوري الرمزية والمفارقة لإيصال رسائله.

## الأسلوب والقيمة الأدبية
يمزج الخوري بساطة اللغة بعمق النظرة، فيُحوّل تفاصيل عابرة إلى لحظات وجوديّة كثيفة. وتتعالق السخرية مع الشاعرية، فيكشف النصّ عن مأساة كامنة خلف طرافة الموقف. حيث رسّخت المجموعة مكانة الخوري في مشهد القصة المغربية والعربية، وأسهمت في إرساء وعي نقدي وجمالي جديد في ثمانينيات القرن الماضي.
«مدينة التراب» ليست مجرّد حكايات عن ناس بسطاء، بل مرآة لزمنٍ مغربيّ يتقلّب بين الحداثة والتقليد، وشهادة على سقوط قيم وصعود تحدّيات جديدة، تُروى بصوتٍ قصصيّ يحمل همّ الإنسان ودهشة الوجود معًا.